# Tour de France de 1923
O Tour de France 1923, foi a décima sétima versão da competição realizada entre os dias 24 de junho e 22 de julho de 1923.
Foi percorrida a distância de 5.386 km, sendo a prova dividida em 15 etapas. O vencedor alcançou uma velocidade média de 24,43 km/h.
Participaram desta competição 139 ciclistas, chegaram em Paris 48 ciclistas.
Os ciclistas foram agrupados em três categorias: 32 na primeira categoria, 24 na segunda e 83 "touristes-routiers".

## Resultados

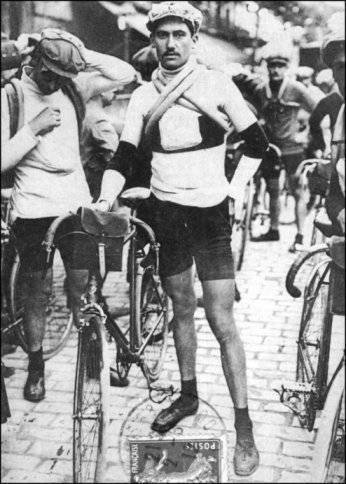
Henri Pélissier
ciclista francês (1889-1935).

### Classificação geral
| Posição | Nome               | País    | Tempo velocidade média  |
| ------- | ------------------ | ------- | ----------------------- |
| 1       | Henri Pélissier    | França  | 222h 15' 30" 24,43 km/h |
| 2       | Ottavio Bottecchia | Itália  | 30' 41"                 |
| 3       | Romain Bellenger   | França  | 1h 04' 43"              |
| 4       | Hector Tiberghien  | Bélgica | 1h 29' 16"              |
| 5       | Arsène Alancourt   | França  | 2h 06' 40"              |
| 6       | Henri Collé        | Suíça   | 2h 28' 43"              |
| 7       | Léon Despontin     | Bélgica | 2h 39' 49"              |
| 8       | Lucien Buysse      | Bélgica | 2h 40' 11"              |
| 9       | Eugène Dhers       | França  | 2h 59' 09"              |
| 10      | Marcel Huot        | França  | 3h 16' 56"              |

### Etapas
| Etapa | Data        | Percurso                     | km  | Vencedor da etapa  | Líder classificação geral |
| 1ª    | 24 de junho | Paris - Le Havre             | 381 | Robert Jacquinot   | Robert Jacquinot          |
| 2ª    | 26 de junho | Le Havre - Cherburgo         | 371 | Ottavio Bottecchia | Ottavio Bottecchia        |
| 3ª    | 28 de junho | Cherburgo - Brest            | 405 | Henri Pélissier    | Ottavio Bottecchia        |
| 4ª    | 30 de junho | Brest - Les Sables d'Olonne  | 412 | Albert Dejonghe    | Romain Bellenger          |
| 5ª    | 2 de julho  | Les Sables d'Olonne - Baiona | 482 | Robert Jacquinot   | Romain Bellenger          |
| 6ª    | 4 de julho  | Baiona - Luchon              | 326 | Jean Alavoine      | Ottavio Bottecchia        |
| 7ª    | 6 de julho  | Luchon - Perpignan           | 323 | Jean Alavoine      | Ottavio Bottecchia        |
| 8ª    | 8 de julho  | Perpignan - Toulon           | 427 | Lucien Buysse      | Ottavio Bottecchia        |
| 9ª    | 10 de julho | Toulon - Nice                | 281 | Jean Alavoine      | Ottavio Bottecchia        |
| 10ª   | 12 de julho | Nice - Briançon              | 275 | Henri Pélissier    | Henri Pélissier           |
| 11ª   | 14 de julho | Briançon - Genebra           | 260 | Henri Pélissier    | Henri Pélissier           |
| 12ª   | 16 de julho | Genebra - Estrasburgo        | 377 | Joseph Muller      | Henri Pélissier           |
| 13ª   | 18 de julho | Estrasburgo - Metz           | 300 | Romain Bellenger   | Henri Pélissier           |
| 14ª   | 20 de julho | Metz - Dunkerque             | 433 | Félix Goethals     | Henri Pélissier           |
| 15ª   | 22 de julho | Dunkerque - Paris            | 343 | Félix Goethals     | Henri Pélissier           |

CR = Contra-relógio individual
CRE = Contra-relógio por equipes